# نيت كليمنتس
نيت كليمنتس (بالإنجليزية: Nate Clements)‏ هو لاعب كرة قدم أمريكية أمريكي، ولد في 12 ديسمبر 1979 في شاكير هايتس في الولايات المتحدة.

## وصلات خارجية
- نيت كليمنتس على موقع مرجع كرة القدم المحترفة.كوم (الإنجليزية)